# Liste von Angehörigen und Anhängern der KPD, die während der Zeit der Weimarer Republik bei politischen Auseinandersetzungen gewaltsam zu Tode kamen
Die vorliegende Liste von Angehörigen und Anhängern der KPD, die während der Zeit der Weimarer Republik bei politischen Auseinandersetzungen gewaltsam zu Tode kamen bietet einen Überblick über Angehörige der Kommunistischen Partei Deutschlands (KPD), ihrer Nebenorganisationen und ihrer Anhänger, die in der Zeit der Weimarer Republik aus politischen Gründen gewaltsam zu Tode kamen.

## Inhalt und Organisation der Liste
Verzeichnet werden Personen, die dem genannten Personenkreis angehörten, die nach der Gründung der Kommunistischen Partei im Dezember 1919 und dem Regierungsantritt der Nationalsozialisten am 30. Januar 1933 aufgrund ihrer politischen Gesinnung von staatlichen Ordnungskräften (Militär, Polizei) oder politischen Gegnern getötet wurden.
Die Liste erhebt keinen Anspruch auf Vollständigkeit, erstrebt aber, sich einer solchen, mit der Zeit allmählich in einem immer größer werdenden Maße anzunähern.
Eine exakte Zahl der von 1919 bis 1933 im Deutschen Reich aus politischen Gründen getöteten Kommunisten ist bislang noch ein Desiderat der Forschung.
Gesichert ist jedoch, dass während der Weimarer Republik bei gewalttätigen Zusammenstößen von Kommunisten mit der Reichswehr, der Polizei und politischen Gegnern, insbesondere mit Nationalsozialisten – namentlich mit Angehörigen der SA und der SS – mehrere hundert Angehörige und Anhänger der KPD ihr Leben durch politisch motivierte Gewalt verloren.
Allein beim Spartakusaufstand im Januar 1919 kamen 156  Kommunisten zu Tode. Die Niederschlagung der Münchner Räterepublik durch Freikorps kostete 233 Kämpfer der von Ernst Toller kommandierten „Roten Armee“ das Leben. Beim Blutmai 1929 starben 33 Zivilisten eines gewaltsamen Todes, die meisten Kommunisten. In den bürgerkriegsähnlichen Auseinandersetzungen nach Aufhebung des SA-Verbots 1932 starben 46 Kommunisten.

## Chronologische Übersicht

### 1919
| Datum             | Person                        | Politische Gruppenzugehörigkeit  | Anmerkung |
| ----------------- | ----------------------------- | -------------------------------- | --- |
| 11. Januar 1919   | Wolfgang Fernbach             | Teilnehmer am Spartakus-Aufstand | Zugehörig zu einer Gruppe von Parlamentären, ausgeschickt von Besetzern des Vorwärts-Gebäudes zu Verhandlungen mit Regierungstruppen; von diesen erschossen. |
| 11. Januar 1919   | Walter Heise                  | Teilnehmer am Spartakus-Aufstand | siehe Wolfgang Fernbach |
| 11. Januar 1919   | Werner Möller                 | Teilnehmer am Spartakus-Aufstand | siehe Wolfgang Fernbach |
| 11. Januar 1919   | Karl Grubusch                 | Teilnehmer am Spartakus-Aufstand | siehe Wolfgang Fernbach |
| 11. Januar 1919   | Arthur Schötler               | Teilnehmer am Spartakus-Aufstand | siehe Wolfgang Fernbach |
| 11. Januar 1919   | Erich Kluge                   | Teilnehmer am Spartakus-Aufstand | siehe Wolfgang Fernbach |
| 11. Januar 1919   | Paul Wackermann               | Teilnehmer am Spartakus-Aufstand | siehe Wolfgang Fernbach |
| 15. Januar 1919   | Karl Liebknecht               | Spartakusbund/KPD                | Während der revolutionären Kämpfe im Januar 1919 in Berlin verhaftet und als Gefangener von Angehörigen der Garde-Kavallerie-Schützen-Division erschossen. |
| 15. Januar 1919   | Rosa Luxemburg                | Spartakusbund/KPD                | Während der revolutionären Kämpfe im Januar 1919 in Berlin verhaftet und als Gefangene von Angehörigen der Garde-Kavallerie-Schützen-Division erschossen. |
| 17. Januar 1919   | von Lojewski                  | Teilnehmer am Spartakus-Aufstand | Zu einer Gruppe von verhafteten Spartakisten gehörend, bei angeblichem Fluchtversuch während eines Gefangenentransports von Wachmannschaften erschossen. |
| 17. Januar 1919   | Hermann Merks                 | Teilnehmer am Spartakus-Aufstand | siehe von Lojewski |
| 17. Januar 1919   | Richard Jordan                | Teilnehmer am Spartakus-Aufstand | siehe von Lojewski |
| 17. Januar 1919   | Milkert                       | Teilnehmer am Spartakus-Aufstand | siehe von Lojewski |
| 23. Februar 1919  | Alois Fulneczek               | KAPD                             | Nach einem Treffen in seiner Funktion als Partei-Delegierter mit den zuvor in Bottrop eingerückten Regierungstruppen auf dem Rückweg verhaftet und im Gefängnis erschossen. Quelle: Sahin Aydin: Ein Leben für die gerechte Sache; Biografischer Abriss von Alois Fulneczek (29.12.1882–23.02.1919). Kunstkreis Bottrop, 2015. |
| 10./11. März 1919 | Kurt Friedrich (16 Jahre alt) | Verdächtigt des Spartakismus     | Am 10. März gemeinsam mit zwei Freunden von Regierungssoldaten verhaftet und am darauffolgenden Tag mit den beiden anderen unter „unbekannt“ ins Leichenschauhaus überführt; nachträglichen nicht verifizierbaren behördlichen Angaben zufolge bei einem Fluchtversuch erschossen. Verwundet durch Hüft- und Kopfschuss.       |
| 10./11. März 1919 | Hans Galuska (16 Jahre alt)   | Verdächtigt des Spartakismus     | siehe Kurt Friedrich. Wies ebenfalls zwei Schusswunden auf (eine an der Stirn), zusätzlich aber Schlagverletzungen, der Leiche waren zahlreiche Kleidungsstücke abgenommen worden. |
| 10./11. März 1919 | Otto Werner (18 Jahre alt)    | Verdächtigt des Spartakismus     | siehe Kurt Friedrich. Zahlreiche Schusswunden in Gesicht und am Arm. |

### 1921
| Datum         | Person                                                    | Politische Gruppenzugehörigkeit | Anmerkung |
| ------------- | --------------------------------------------------------- | ------------------------------- | --- |
| 27. März 1921 | Mehrere kommunistische Arbeiter in Bischofrode (entfällt) | Kommunistische Aufständische    | Im Zuge der Niederschlagung des von Kommunisten getragenen Mitteldeutschen Aufstandes ließ die Düsseldorfer Polizeihundertschaft unter Hans Ramshorn als Teil der Polizeigruppe Eisleben am 27. März 1921 in Bischofrode mehrere Zivilisten von einem Polizeierschießungskommando hinrichten. Vor dem Preußischen Landtag deklarierte Ramshorn die Männer später zu Aufständischen. |
| 28. März 1921 | 70 kommunistische Arbeiter bei Querfurt (entfällt)        | Kommunistische Aufständische    | Im Zuge der Niederschlagung des von Kommunisten getragenen Mitteldeutschen Aufstandes stellte die Düsseldorfer Polizeihundertschaft unter Hans Ramshorn als Teil der Polizeigruppe Eisleben am 28. März 1921 bei Querfurt eine Gruppe von 70 aufständischen Arbeitern, die im offiziellen Bericht als „Bande“ gekennzeichnet wurden. Diese wurden ausnahmslos exekutiert.           |

### 1929
| Datum        | Person                 | Politische Gruppenzugehörigkeit | Anmerkung |
| ------------ | ---------------------- | ------------------------------- | --- |
| 7. März 1929 | Johannes Stürzenbecher | Kommunist                       | Johannes Stürzenbecher wurde bei einer Massenschlägerei von Nationalsozialisten und Kommunisten auf der Großen Straße in Wöhrden am 7. März 1929 („Wöhrdener Blutnacht“) getötet. |

### 1930
| Datum            | Person         | Politische Gruppenzugehörigkeit | Anmerkung |
| ---------------- | -------------- | ------------------------------- | --- |
| 28. Juni 1930    | Franz Rasek    | Kommunist                       | Rasek wurde auf dem Heimweg von einer Versammlung der Laubenkolonie „Daheim“ bei Pankow von den Nationalsozialisten Aschbrenner, Stender, Nimmert, Dietz, Wienicke und Zilinski überfallen und niedergestochen. Durch einen tiefen Rückenstich durch die Lunge getötet. |
| 8. Dezember 1930 | Hermann Krämer | Kommunist, Jungarbeiter         | Hermann Krämer wurde, als er am 8. Dezember 1930 in Köln auf dem Heimweg vor einem nationalsozialistischen Verkehrslokal vorbeikam, von dem vor dem Lokal stehenden Nationalsozialisten Hans Hoffmann ohne Anlass niedergeschossen.                                     |

### 1931
| Datum              | Person                    | Politische Gruppenzugehörigkeit                          | Anmerkung |
| ------------------ | ------------------------- | -------------------------------------------------------- | --- |
| 21. Januar 1931    | Wilhelm Höschel           | Kommunist                                                | Monteur in Köln. Vater von fünf Kindern. Bei einem Zusammenstoß mit Nationalsozialisten in der Pallanzerstraße in Köln-Sülz von Nationalsozialisten durch Herzschuss getötet. |
| 24. Januar 1931    | Albert Dähmlow            | Kommunist                                                | Dähmlow (* 1900), ein kommunistischer Arbeiter und Vorsitzender der Ortsgruppe des Kampfbundes gegen den Faschismus in Stralsund, wurde bei einem Überfall von SA-Angehörigen auf das kommunistische Versammlungslokal Eldorado von dem SA-Mann Karl Lange niedergestochen. Er starb kurze Zeit später im Krankenhaus. |
| 1. Februar 1931    | Otto Grüneberg            | Arbeiter (Kommunist)                                     | Otto Grüneberg (* 1908), von Angehörigen des SA-Sturms 33 an der Ecke Hebbelstraße/Schloßstraße in Berlin getötet. |
| März 1931          | Ernst Nathan              | Bäckerlehrling (Kommunist)                               | Ernst Nathan (* 1914) wurde im März 1931 von einem Nationalsozialisten erschossen |
| 14. März 1931      | Ernst Henning             | Politiker (KPD), Mitglied der Hamburgischen Bürgerschaft | Ernst Henning (* 1892), in Hamburg-Kirchwerder von den drei SA-Mitgliedern Albert Jensen, Hans Höckmeier und Otto Bammel überfallen und erschossen, sein Begleiter Louis Cahnbley und eine unbeteiligte Frau wurden dabei schwer verletzt                                                                              |
| 17. März 1931      | Heinrich Mohnsam          | Kommunist                                                | Arbeiter. Bei einem Überfall von Nationalsozialisten auf ein Arbeiterlokal in Jassel getötet. |
| 25. März 1931      | Karl Gruber               | Kommunist                                                | Gruber, ein Jungkommunist, wurde in Ahlen hinterrücks bei einem nationalsozialistischen Überfall von einem Nationalsozialisten durch einen Schuss in die Schläfe getötet. |
| 27. März 1931      | Willi Kleinfeld           | Kommunist                                                | Kleinfeld, ein Arbeiter in Berlin wurde von Nationalsozialisten getötet. |
| 11. April 1931     | Karl Radtke               | Kommunist                                                | Radtke, ein Arbeiter in Chemnitz, wurde von Nationalsozialisten getötet |
| 15. September 1931 | Karl Korn                 | Kommunist                                                | Korn wurde in Tempelburg getötet. |
| 16. September 1931 | Hermann Jooksch           | Kommunist                                                | Der Arbeiter Jooksch wurde in Völpke von Nationalsozialisten getötet. |
| 12. November 1931  | Herbert Ritter            | Schlosser (Jungkommunist)                                | Herbert Ritter (* 1914), in Nowawes von dem SA-Mitglied Günter Gustrau erschossen. |
| 9. Dezember 1931   | Walter Kusche (* um 1910) | Kommunist                                                | Bei einem Marsch des SA-Sturms 33 durch Berlin-Charlottenburg bei einer Auseinandersetzung mit Kommunisten vor dem Kommunisten-Lokal Ahlerts Festsäle von dem SA-Führer Hans Maikowski mit zwei anderen Kommunisten niedergeschossen und als einziger der drei tödlich getroffen.                                      |

### 1932
| Datum               | Person            | Politische Gruppenzugehörigkeit                         | Anmerkung |
| ------------------- | ----------------- | ------------------------------------------------------- | --- |
| 18./19. Januar 1932 | Fritz Klemke      | Kommunist                                               | Bei einem Überfall von SA-Angehörigen auf die Berliner Laubenkolonie „Felseneck“ von SA-Leuten „auf besonders kaltblütige Weise und mit unvergleichlicher Rohheit“ erschossen. |
| 16. Februar 1932    | August Bassy      | Kommunist                                               | Bassy (* 25. Mai 1903 in Baumgarten, Kreis Kreuzburg) wurde am 19. Januar 1932 von SA-Angehörigen in seiner Wohnung in Bankau, Oberschlesien, überfallen und erschlagen. Er hinterließ eine Frau und zwei Kinder. |
| 28. Januar 1932     | August Adler      | Kommunist                                               | Der KPD-Angehörige und Landarbeiter August Adler wurde am 28. Januar (nach anderen Angaben am 1. Februar), ebenso wie der Kommunist Paul Päschke, von einem Hilfsförster in Saarau (Schlesien) als angeblicher Holzdieb erschossen. |
| 28. Januar 1932     | Paul Päschke      | Kommunist                                               | Der KPD-Angehörige und Landarbeiter Paul Päschke wurde am 28. Januar (nach anderen Angaben am 1. Februar), ebenso wie der Kommunist August Adler, von einem Hilfsförster in Saarau (Schlesien) als angeblicher Holzdieb erschossen. |
| 30. Januar 1932     | Josef Geise       | Jungarbeiter                                            | Der katholische Jungarbeiter Geise wurde am 30. Januar 1932 in Dortmund von Nationalsozialisten erschossen. |
| 30. Januar 1932     | Willi Jäger       | Kommunist                                               | Der Kommunist Jäger wurde am 30. Januar 1932 in Dortmund von Nationalsozialisten erschossen. |
| 25. Februar 1932    | Hans Büder        |                                                         | Büder (* 1903) wurde am 21. Februar 1932 bei der polizeilichen Räumung eines Arbeiterlokals im Berliner Norden von einem Polizeibeamten schwer verletzt und nach einigen Tagen an den Folgen gestorben. |
| 25. Februar 1932    | Joseph Stahl      |                                                         | Stahl wurde Anfang Februar 1932 von Nationalsozialisten in einer Gaststätte niedergeschossen. Er erlag seinen Verletzungen am 25. Februar 1932. |
| 11. März 1932       | Josef Trinczek    | KPD-Mitglied                                            | Der Bergmann Trinczek wurde bei einem Zusammenstoß zwischen den Begleitern eines Propagandawagens der NSDAP und Kommunisten am 11. März 1932 in Duisburg getötet. |
| 12. März 1932       | Militzki          | KPD-Mitglied                                            | Der 18-jährige Kommunist Militzki wurde von dem SA-Mann Hildebrandt erschossen. |
| 13. März 1932       | Bruno Blumberg    | Kommunist                                               | Blumberg (* 1899) wurde am 13. März 1932, am Tag des Reichspräsidentenwahl des Jahres 1932, von einem SA-Angehörigen in Hückeswagen erschossen. Nachdem Kommunisten rote Fahnen von den Schornsteinen der örtlichen Tuchfabrik hatten flattern lassen, zogen SA-Leute zu der Fabrik, um die Fahnen von den Schornsteinen zu holen. Es kam zu einer Auseinandersetzungen mit einer Gruppe Kommunisten. Ein SA-Mann erschoss Blumberg durch zwei Schüsse ins Herz. Der Täter floh und verschanzte sich in einem Haus in der Perstraße. Von den ihn verfolgenden Kommunisten wurden zwei weitere, Fries und Mondré, aus dem Haus erschossen. |
| 13. März 1932       | Johann Fries      | Kommunist, Kampfbundes gegen den Faschismus             | Der Lagerverwalter Fries (* 1890) war Kommunist und technischer Leiter des Kampfbundes gegen den Faschismus. Er wurde am 13. März 1932, am Tag des Reichspräsidentenwahl des Jahres 1932, von einem NSDAP-Anhänger in der Peterstraße in Hückeswagen erschossen. Nachdem Kommunisten am Morgen des Tages rote Fahnen von den Schornsteinen der örtlichen Tuchfabrik hatten flattern lassen, zogen SA-Leute zu der Fabrik um die Fahnen von den Schornsteinen zu holen. Es kam zu einer Auseinandersetzungen mit einer Gruppe Kommunisten. Ein SA-Mann erschoss den Kommunisten Bruno Blumberg. Als der Täter floh, verfolgten mehrere Kommunisten, darunter Fries, ihn. Der SA-Mann verschanzte sich im Haus eines Dachdeckers. Als die Kommunisten die Herausgabe des Mannes verlangten, schoss der Dachdeckermeister durch das Guckloch der Haustür. Fries erlitt einen Kopfschuss, an dem er später im Krankenhaus starb. Ebenfalls tödlich getroffen wurde sein Genosse Wilhelm Mondré. Die Täter wurden später vom Landgericht Wuppertal zu Haftstrafen verurteilt und 1933 amnestiert. |
| 13. März 1932       | Wilhelm Mondré    | Kommunist                                               | Mondré (* 1893) wurde am 13. März 1932, am Tag des Reichspräsidentenwahl des Jahres 1932, von SA-Angehörigen in der Peterstraße in Hückeswagen erschossen. Nachdem Kommunisten rote Fahnen von den Schornsteinen der örtlichen Tuchfabrik hatten flattern lassen zogen SA-Leute zu der Fabrik um die Fahnen von den Schornsteinen zu holen. Es kam zu einer Auseinandersetzungen mit einer Gruppe Kommunisten. Ein Nationalsozialist erschoss den Kommunisten Bruno Blumberg. Als der Täter floh, verfolgten mehrere Kommunisten, darunter Mondré, ihn. Der SA-Mann verschanzte sich im Haus eines Dachdeckers. Als die Kommunisten die Herausgabe des Mannes verlangten, schoss der Dachdeckermeister durch das Guckloch der Haustür. Mondré wurde durch einen Kopfschuss getötet. Ebenfalls tödlich verletzt wurde sein Gensse Johann Fries. |
| 9. April 1932       | Gerhard Weiss     | KPD-Angehöriger                                         | Weiss (* 1908/1909), wurde von dem SA-Mann Jankowski an der Oranienburger Straße in Glienicke hinterrücks erschossen, als er mit drei anderen Kommunisten Wahlplakate für die am folgenden Tag stattfindende Reichspräsidentenwahl kontrollierte. |
| 17. April 1932      | Gottfried Nöppel  | KPD-Mitglied                                            | Gottfried Nöppel wurde in Flörsheim nach einer Wählerversammlung von einem politischen Gegner auf der Straße erstochen. |
| 12. Mai 1932        | Karl Beyer        | KPD-Angehöriger                                         | Der Werkzeugmacher Karl Beyer wurde bei einer Beschießung des Lokals „Linde“, Ecke Gürtel-/Dossestraße in Berlin durch Schüsse in Brust und Bauch verletzt. Er verstarb auf dem Weg ins Krankenhaus. |
| 13. Mai 1932        | Rudi Hubbe        | Kommunist (KPD)                                         | Rudolf „Rudi“ Hubbe (* 1902) wurde von Nationalsozialisten erschlagen. |
| 4. Juni 1932        | Josef Gloger      | Kommunist (KPD)                                         | Der Arbeiter Gloger (* 1909) wurde am 4. Juni 1932 in einer Gastwirtschaft in Antonia, Kreis Oppeln, bei einer politischen Auseinandersetzung von Kommunisten und Nationalsozialisten getötet. |
| 23. Juni 1932       | Otto Leinung      | KPD-Mitglied                                            | Der Arbeiter Leinung, Vorsitzender der Antifa in Straßfurt, wurde am 23. Juni 1932 während einer antifaschistischen Demonstration von SA-Leuten aus einem fahrenden Auto heraus beschossen und durch einen Bauchschuss getötet |
| 27. Juni 1932       | Arthur Wittkowski | Kommunist                                               | Wittkowski war ein Jungkommunist in Ratingen. Er wurde von Nationalsozialisten erschossen. |
| 27. Juni 1932       | Fritz Klaus       | Parteiloser, der KPD nahestehender Arbeiter             | Klaus (oder Claus) war ein Arbeitersportler und Trompeter im Arbeitermusikverein. Er wurde in Wuppertal-Vohwinkel in der Nähe des Bahnhofs von SA-Leuten durch Schüsse aus dem Hinterhalt (Bauch- und Brustschuss) tödlich verletzt. Er starb im Krankenhaus in Elberfeld. Die Freiheit meldete irrtümlich Klaus sei KPD-Mitglied gewesen. Der SA-Mann Aloys Herzig wurde später wegen der Tat vor Gericht gestellt. |
| 30. Juni 1932       | Hubert Lubberich  | Kommunist                                               | Der Bergmann Lubberich wurde am 30. Juni 1932 von SA-Leuten in Hattingen auf offener Straße hinterrücks aus einem fahrenden Auto erschossen, als er im Begriff war, die KPD-Geschäftsstelle am Flachsmarkt zu betreten. |
| 10. Juli 1932       | Adolf Bauer       | KPD-Funktionär                                          | Bauer wurde auf dem Heimweg von einer KPD-Veranstaltung von mehreren SS-Männern zusammengeschlagen und in einem Graben erstickt. |
| 10. Juli 1932       | Willy Thoß        | Kommunist                                               | Thoß wurde bei der Rückkehr von einem Agitationseinsatz am Gutheinrichsteich in Plauen von SA-Leuten überfallen und getötet. |
| 13. Juli 1932       | Peter Sonnen      | KPD-Mitglied                                            | Der Arbeiter Peter Sonnen (* 1910) wurde in Düsseldorf-Oberkassel von den Nationalsozialisten Prott und Hartfeld aus dem Hinterhalt erschossen. |
| 14. Juli 1932       | Ferdinand Grothe  | Kommunist                                               | Ferdinand Grothe (* 1904) wurde zusammen mit Georg Brechlin am 14. Juli 1932 in Berlin-Siemensstadt von SA-Leuten überfallen und erschossen. Der KPD-Bezirksleiter Walther Ulbricht machte das Begräbnis am 19. Juli auf dem Friedhof In den Kisseln zu einer Großdemonstration, bei der er die Hauptrede hielt. |
| 11. Mai 1932        | Hans Schöer       | KPD-Mitglied                                            | Der Schlosser Hans Schröer (* 5. Juli 1899) in Rüdersdorf wurde im Mai 1932 von SA-Männern angeschossen und schwer verletzt. Er starb am 11. Mai 1932. |
| 19. Juli 1932       | Erich Kanitz      | KPD-Mitglied                                            | Der Arbeiter Erich Kanitz (* 3. September 1899 in Berlin) war 1. Vorsitzender der Internationalen Arbeiterhilfe (IAH). Als am 19. Juli 1932 während einer Versammlung Kommunistischer Verbände in Weißwasser als Reaktion auf Versuche der Polizei, die Menge auseinanderzutreiben, ein Schusswechsel zwischen Demonstranten und Polizisten entstand, wurde er von einer Polizeikugel getroffen und tödlich verletzt. |
| 30. Juli 1932       | Willy Fröhlich    | KPD-Mitglied                                            | Der Arbeiter Willy Fröhlich wurde am 30. Juli 1932 von einem SA-Mann vor dem Gasthaus Sonne ermordet. |
| 31. Juli 1932       | Kurt Böhme        | Kommunist                                               | Der mit der KPD sympathisierende Landarbeiter Kurt Böhme wurde in der Nacht vom 31. Juli zum 1. August 1932 in der Nähe des Tiergartentores in Colditz während einer Auseinandersetzung zwischen Anhängern der NSDAP und Anhängern der KPD erschossen. |
| 1. August 1932      | Gustav Sauff      | KPD-Mitglied                                            | Sauff war Stadtverordneter der KPD in Königsberg. Er wurde am 1. August 1932 in seiner Wohnung von NSDAP-Anhängern überfallen und niedergeschossen, während er im Bett lag. Er starb bald an seinen Verletzungen. |
| 1. August 1932      | Zirpins           | KPD-Mitglied, Lagerverwalter                            | Zirpins wurde am 1. August 1932 in seiner Wohnung in Königsberg von Nationalsozialisten überfallen und niedergeschossen. Er soll sofort tot gewesen sein. |
| 6. August 1932      | Adolf Klapproth   | Reichsbanner-Mitglied                                   | Der Maurer Klapproth (* 28. Januar 1898 in Bad Sachsa) wurde am 31. Juli 1932 an der Kreuzung Walkenrieder/Bahnhofstraße von SA-Leuten überfallen. Er starb einige Tage später an den Folgen im Krankenhaus in Nordhausen. Seine Frau gebar am Tag vor seinem Tod das vierte gemeinsame Kind. |
| 9. August 1932      | Engelbert Reutner | Arbeiter, Mitglied des Kampfbundes gegen den Faschismus | Reutner wurde aus einem fahrenden Auto beschossen und tödlich verletzt, als er am Abend des Tages mit anderen Männern vor einer Wirtschaft in der Heiligegartenstraße in Dortmund stand. |
| 9./10. August 1932  | Konrad Pietrzuch  | Arbeiter und Gewerkschafter                             | In der Nacht vom 9. auf den 10. August 1932 in dem oberschlesischen Dorf Potempa von fünf uniformierten SA-Leuten in seiner Wohnung überfallen und in Anwesenheit seiner Mutter zu Tode geprügelt (Mord von Potempa). |

### 1933
| Datum          | Person      | Politische Gruppenzugehörigkeit | Anmerkung |
| -------------- | ----------- | ------------------------------- | --- |
| 6. Januar 1933 | Peter Greif | Kommunist                       | Greif (* 1902), der KPD-Vorsitzende von Ehrang wurde am 1. Januar von drei NSDAP-Anhängern niedergeschossen. Er starb am 6. Januar im Ehranger Krankenhaus an den Folgen der Schussverletzungen. |